# Samuel Laing
Samuel Laing, född 1780, död 1868, var en skotsk författare.
Laing deltog i det spanska kriget 1805-1809 och företog resor i Skandinavien 1834-1838. Hans kritik av de skandinaviska samhällsförhållandena och av unionen bemöttes av Magnus Björnstjerna i On the moral state and political union of Sweden and Norway (1840). Laing besvarade detta arbete. År 1844 utgav han en översättning av Heimskringlan.